# Puyo Puyo Tetris
Puyo Puyo Tetris (ぷよぷよテトリス, Puyopuyo Tetorisu) é um jogo eletrônico de quebra-cabeça das séries Puyo Puyo e Tetris, desenvolvido pela Sonic Team e publicado pela Sega, que foi lançado em 2014 pelo Wii U, Nintendo Switch, PlayStation 3, PlayStation 4, Xbox One, Nintendo 3DS e PlayStation Vita.

## Sistema de jogo
Puyo Puyo Tetris é um crossover das séries Puyo Puyo e Tetris.

## História
Situado cerca de um ano depois de Puyo Puyo!! 20th Anniversary, Amitie, Arle e Carbuncle caem acidentalmente no mundo de Ringo novamente, reunindo assim os protagonistas. Mas há alguns problemas depois que os tetriminos começam a cair no mundo de Ringo. Ringo, Amitie, Arle e Carbuncle são transportados para uma espaçonave onde eles encontram Tee e seu parceiro O. Agora todos eles devem trabalhar juntos para resolver o caso de por que os tetriminos estarem caindo do céu.
O jogo começa com Ringo na Suzuran Junior High. Ela canta sobre o lugar sendo pacífica até Amitie e Arle caírem do nada. Ringo deduziu que a causa do evento foi limpar Puyo. De repente, Tetriminos vêm derrubando o lugar. O trio fica confuso sobre esses blocos que desapareceram quando colocados em uma linha horizontal. O trio foi então transportado para uma misteriosa nave chamada Nave espacial Tetra. Tee e O descobrem Ringo em um dos quartos do navio. Eles tiveram uma batalha com suas próprias peças, Ringo usou Puyo Puyo enquanto Tee usou Tetris. Depois de conhecer uns aos outros, a dupla procurou por Amitie e Arle. Amitie teve um confronto com Ess e Arle foi presa por Zed. Depois de resgatar Arle, o navio deixa de funcionar corretamente e Tee declara ter que fazer um pouso de emergência em um próximo "Planeta Azul".
A tripulação da Nave espacial Tetra foi separada. O 'Planeta Azul' acabou por ser a Terra, e eles pousaram no lugar de Ringo. A Nave espacial Tetra precisava de peças, mas primeiro todos eles realizaram uma busca pelos membros da tripulação desaparecidos. Depois de localizar todo mundo, Ai e Risukuma começaram a reparar o navio. A nave foi reparada embora ela só voasse curtas distâncias. De repente, três figuras apareceram, ou seja Feli, Raffina e Rulue. Esses três personagens estavam sob os efeitos dos mundos Tetris e Puyo Puyo "combinando" juntos e exibiram caráter suspeito, como dizendo-lhes para 'sair' do caminho. Para reparar o navio, Ringo e a tripulação precisaram ir ao espaço para procurar peças.

## Personagens
Novos personagens (Tetris):
- Tee
- O
- Ess
- I
- Jay & Elle
- Zed
- X

Personagens da série original Puyo Puyo:
- Arle e Carbuncle
- Suketoudara
- Rulue
- Schezo
- Draco Centauros
- Witch
- Satan (Dark Prince)

Personagens da série Puyo Pop Fever:
- Amitie
- Raffina
- Sig
- Klug
- Feli
- Lemres
- Lidelle (cameo)
- Ocean Prince (cameo)
- Donguri Gaeru (cameo)
- Onion Pixy (cameo)
- Yu e Rei (cameo)
- Ms. Accord (cameo)

Personagens de Puyo Puyo 7:
- Ringo
- Maguro
- Risukuma
- Ecolo

## Recepção
- Gamekult : 8/10[1]